# Tiao-lou
Tiao-lou jsou opevněné věže s několika podlažími, většinou postavené ze železobetonu. Nachází se v Kchaj-pchingu v číské provincii Kuang-tung. Věže jsou unikátní svou architekturou, ve které se prolíná hned několik architektonických směrů. První byla postavena na začátku dynastie Čching a další v průběhu 20. století.
Od roku 2007 jsou součástí seznamu světového dědictví UNESCO.